# Rosenus debilis
Rosenus debilis är en insektsart som beskrevs av Philip Reese Uhler 1876. Rosenus debilis ingår i släktet Rosenus och familjen dvärgstritar. Inga underarter finns listade i Catalogue of Life.